# Матер Матута
Ма́тер Матута (лат. Mater Matuta) — италийская и древнеримская богиня утра и плодородия, покровительница замужних женщин.

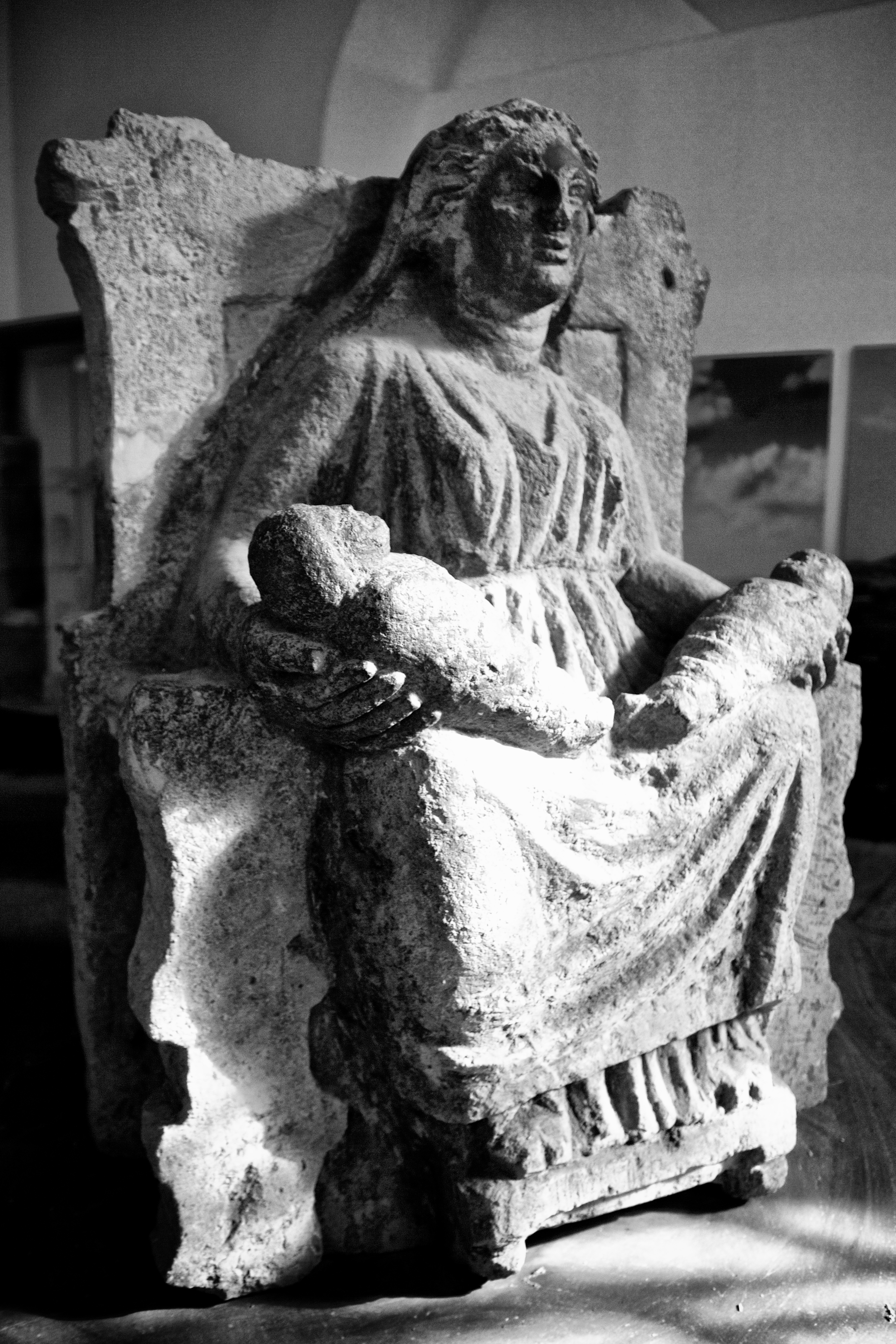
Матер Матута

Вероятно, изначально была божеством утра, аналогом Авроры. Этимологически имя Matuta восходит к matutina — «утренняя», «ранняя». В расширительном значении одна из форм прилагательного «утренний» — maturus — приобрела смысл «годный, добрый, зрелый» и Матута стала богиней «доброго часа», покровительницей созревания. Августин упоминает, что она считалась богиней созревания колосьев (frumenta maturuscentia).
Соответственно, Матута стала покровительницей замужних женщин (еще одно значение слова matura — близость родов), богиней материнства и единобрачия. Праздник Матуты — Матралии — справлялся 11 июня, причём к участию в жертвоприношении допускались только женщины, состоявшие в первом браке (одномужние, univiriae). В жертву богине приносили пироги, испечённые в глиняных сосудах — тестуации. В храме матроны молились за детей своих сестёр, что могло быть отголоском давно исчезнувшей матрилинейной системы родства, при которой дети сестёр являлись членами одного рода.
Рабыни также исключались из участия в культе. В праздник Матралий одна рабыня специально вводилась в храм, где её били по лицу, а затем прогоняли вон. По мнению исследователей, это символизировало ненависть богини, покровительницы законного брака и матроны-госпожи к рабыне — наложнице мужа.
Уже Овидий не понимал смысла этих обрядов:
По мнению известного энтузиаста сравнительной индоевропеистики Жоржа Дюмезиля, везде старавшегося найти параллели с ведической религией, культ Матуты восходил к индоевропейским обрядам, связанным с почитанием богини утренней зари. Изгнание рабыни должно обозначать изгнание ночного мрака, а жёлтый пирог — любовь богини к Солнцу, сыну её сестры Ночи.
Храм Матери Матуты в Риме был построен Сервием Туллием на Бычьем Форуме, рядом с храмом Фортуны, и освящён в один день с ним. Марк Фурий Камилл в 396 году до н. э. освятил новый храм, построенный на месте старого.
Кроме Рима эта богиня почиталась в городах Средней Италии, одно из самых крупных святилищ находилось в Сатрике, на юге Лация.
Ближе к концу эпохи республики Матута была отождествлена с Ино (Левкотеей), культ которой имел некоторые сходные черты. Соответственно, была найдена параллель сыну Левкотеи Меликерту, и в римской мифологии появился сын Матуты Портун (от слова portus) — покровитель гаваней.